# Ocky Clark
Ocky Clark (* 14. November 1960) ist ein ehemaliger US-amerikanischer Mittelstreckenläufer, der sich auf die 800-Meter-Distanz spezialisiert hatte.
1985 siegte er bei den Pacific Conference Games und 1991 bei den Panamerikanischen Spielen in Havanna.
1992 wurde er brasilianischer Meister.

## Persönliche Bestzeiten
- 800 m: 1:44,83 min, 23. Juli 1991, Vigo
  - Halle: 1:45,85 min, 8. März 1989, Piräus (ehemaliger US-Rekord)
- 1000 m: 2:18,52 min, 3. August 1988, Viareggio
  - Halle: 2:18,19 min, 12. Februar 1989, Stuttgart (ehemaliger US-Rekord)
- 1500 m: 3:39,40 min, 17. Juli 1991, Rom